# Johannes Muller (biljarter)
Johannes Mattheus Maria Muller (Amsterdam, 17 april 1865 – Den Haag, 4 juli 1955) was een Nederlandse biljarter. Hij nam in seizoen 1912–1913 deel aan het eerste NK ankerkader 45/2.

## Deelname aan Nederlandse kampioenschappen in de Ereklasse
| Nr. | Kampioenschap     | Plaats | Klassering | Alg. gemiddelde |
| --- | ----------------- | ------ | ---------- | --------------- |
| 1.  | AK 45/2 1912–1913 | Arnhem | 4e         | 6,23            |